# Mohamed Abdelmonem
Mohamed Abdelmonem El-Sayed Mohamed Ahmed (arab. محمد عبدالمنعم السيد محمد أحمد; ur. 1 lutego 1999 w Az-Zakazik) – egipski piłkarz grający na pozycji obrońcy w klubie Al-Ahly Kair oraz reprezentacji Egiptu. Srebrny medalista Pucharu Narodów Afryki 2021.

## Kariera klubowa
Abdelmonem jest wychowankiem Al-Ahly Kair. Przed debiutem w dorosłej drużynie w lidze egipskiej został jednak wypożyczony. Początkowo grał w Smouha SC. Następnie występował w Future FC. 12 lutego 2022 zadebiutował w Al-Ahly w meczu Klubowych Mistrzostw Świata 2021 z Al-Hilal. Z drużyną wywalczył na turnieju brązowy medal.

## Kariera reprezentacyjna
W reprezentacji Egiptu zadebiutował 11 grudnia w meczu z Jordanią. Został powołany na Puchar Narodów Afryki 2021. Tam zdobył pierwszą bramkę w kadrze przeciwko Sudanowi. Egipt zdobył na tym turnieju srebrny medal, a Abdelmonem był jednym z najważniejszych zawodników zespołu i znalazł się w jedenastce turnieju.